# Currie Graham
Currie Graham (nascido em 26 de Fevereiro de 1967, Hamilton, Ontário) é um ator americano. Já participou de séries como NYPD Blue, 24, Boston Legal, Desperate Housewives, Suddenly Susan, House MD e Men In Trees, entre outras.